# Capitólio
Capitólio è un comune del Brasile nello Stato del Minas Gerais, parte della mesoregione del Sul e Sudoeste de Minas e della microregione di Passos.

## Scivolone di pietra nel 2022
8 gennaio 2022 si è verificata una frana a Lagoa das Furnas. Confermati almeno otto morti, oltre a 34 feriti e 3 dispersi